# USS LST-522
O USS LST-522 foi um navio de guerra norte-americano da classe LST que operou durante a Segunda Guerra Mundial.